# Campionato finlandese di rugby a 15
La Rugbyn SM-sarja è la principale competizione di rugby a 15 in Finlandia, nata nel 2002. Il campionato è organizzato dalla Finnish Rugby Federation.
Al campionato, che si svolge nei mesi estivi, partecipano sei squadre.

## Clubs
- Helsinki Rugby Club
- Jyväskylä Rugby Club
- Kuopio Rugby Club
- Tallin Kalev Rugby Club
- Eagles Turku Rugby Club
- Old Town Shamrocks Porvoo Rugby Club
- Warriors Rugby Club

## Albo d'oro
- 2002 – Helsinki Rugby Club
- 2003 – Helsinki Rugby Club
- 2004 – Jyväskylä RC
- 2005 – Jyväskylä RC
- 2006 – Tampere RC
- 2007 – Tampere RC
- 2008 – Warriors RC
- 2009 – Warriors RC
- 2010 – Warriors RC
- 2011 – Warriors RC
- 2012 – Warriors RC
- 2013 – Tampere RC
- 2014 – Helsinki Rugby Club
- 2015 – Warriors RC
- 2016 – Helsinki Rugby Club
- 2017 – Jyväskylä RC
- 2018 – Warriors RC
- 2019 – Warriors RC
- 2020 – Helsinki Rugby Club
- 2021 – Helsinki Rugby Club
- 2022 – Helsinki Rugby Club